# معادله چرچیل–برنشتاین
در علم انتقال گرما و در حالت انتقال گرمای همرفت ،  معادله چرچیل-برنشتاین(به انگلیسی: Churchill–Bernstein equation) یک رابطهٔ تخمینی برای بدست آوردن مقدار متوسط عدد ناسلت روی یک استوانه است . این رابطه برای آن که نمی‌توان معادلات ناویه-استوکس را برای جریان آشفته ،  (حتی برای سیال نیوتنی) حل کرد ، ابداع شده‌است.

## تعریف
{\displaystyle {\overline {\mathrm {Nu} }}_{D}\ =0.3+{\frac {0.62\mathrm {Re} _{D}^{1/2}\Pr ^{1/3}}{\left[1+(0.4/\Pr )^{2/3}\,\right]^{1/4}\,}}{\bigg [}1+{\bigg (}{\frac {\mathrm {Re} _{D}}{282000}}{\bigg )}^{5/8}{\bigg ]}^{4/5}\quad \Pr \mathrm {Re} _{D}\geq 0.2}
که در آن:
- {\displaystyle {\overline {\mathrm {Nu} }}_{D}} عدد ناسلت متوسط می‌باشد .

- {\displaystyle \mathrm {Re} _{D}\,\!} عدد رینولدز با مشخصه طولی قطر استوانه می‌باشد .

- {\displaystyle \Pr } عدد پرانتل می‌باشد .

معادله چرچیل-برنشتاین برای بازه‌های وسیعی از عدد رینولدز و عدد پرانتل که در شرط بالا صدق کند ،  معتبر است.